# Миклавж-при-Табору
Миклавж-при-Табору (словен. Miklavž pri Taboru) — поселення в общині Табор, Савинський регіон, Словенія. 
Висота над рівнем моря: 431,7 м.